# Feodor Lynen
Feodor Felix Konrad Lynen (Múnic, Alemanya, 1911 - íd. 1979) fou un bioquímic i professor universitari alemany guardonat amb el Premi Nobel de Medicina o Fisiologia l'any 1964.

## Biografia
Va néixer el 6 d'abril de 1911 a la ciutat de Múnic. Va estudiar química a la Universitat de Múnic, i s'especialitzà per la bioquímica. Des de 1942 fou professor de química i catedràtic de Bioquímica a la Universitat de Múnic. Així mateix també va exercir com a director de l'Institut Max Planck de Química Cel·lular.
Morí el 6 d'agost de 1979 a la seva residència de la seva ciutat natal, Múnic.

## Recerca científica
Interessat en el metabolisme del colesterol va orientar la seva recerca en descobrir la substància d'unió entre els àcids grassos i el colesterol. Aquestes investigacions juntament amb els treballs de Konrad Bloch, realitzats de forma independent, van permetre establir les pautes de profilaxi en la patologia cardiovascular.
L'any 1964 li fou concedit el Premi Nobel de Medicina o Fisiologia, juntament amb Konrad Bloch, pels seus treballs sobre el mecanisme i la regulació del metabolisme del colesterol i l'àcid gras.